# 大站镇
大站镇是中华人民共和国广东省清远市英德市下辖的一个乡镇级行政单位。处英德市中部，位于北江与翁江汇合处。东部与东华镇相连，南部与连江口镇毗邻，西部与英城街道办事处一江之隔，北部与望埠镇接壤。大站是英德火车站所在地，故称为“大站”，京广铁路穿境而过，目前大站镇管辖面积为289平方公里，人口42298人。辖区内有联丰村、菜洲村、大站居委、江南村、大塘村、景头村、大蓝村、丹洲村、波罗坑村、樟滩村、粉洞村、黄岗村、潭洞村、坳头村、侧塘村。

## 历史沿革
明洪武二年（西元1369年），属捕属竹径都；光绪十二年（1886年）属捕属总局。宣统三年（1911年）改称小江乡。民国二十九年（1940年）属英德县第一区署。民国三十四年（1945年）改称南岗乡。1949年10月英德建县时划为英中区南岗乡。1950年6月至1951年9月属第一区南岗乡。1952年4月改称附城区。1958年与附城合并成立英城公社。1961年撤销英城公社，设大站公社。1981年黄岗从大站分出。1983年改为大站区公所。1986年改为大站镇。2003年9月黄岗镇撤消，原黄岗镇辖的粉洞、黄岗、潭洞、侧塘、坳头五个村并入大站镇。

## 行政区划
大站镇下辖以下地区：
大站社区、联丰村、菜洲村、大塘村、大蓝村、丹洲村、樟滩村、江南村、波罗坑村、黄岗村、侧塘村和景头村。

## 交通
- 京广铁路：英德站
- 银英公路
- 英坑公路
- 英佛公路

## 相关链接
大站镇信息网